# Хрватска на Европском првенству у атлетици у дворани 2009.
Хрватска је учествовала на 30. Европском првенству у дворани 2009 одржаном у Тотину, Италија,  од 6. до 8. марта. Ово је било осмо Европско првенство у дворани од 1994. године од када Хрватска учествује самостално под овим именом. 
Репрезентацију Хрватске представљало је троје спортиста (2 мушкараца и 1 жена) који су се такмичили у три дисциплине.
На овом првенству представници Хрватске нису освојили ниједну медаљу. На табели успешности (према броју и пласману такмичара који су учествовали у финалним такмичењима (првих 8 такмичара)), делила је 28 место са једном такмичарком која је заузела 5 место.  По овом основу бодове су добили представници 32 земље, од 45 земаља учесница. Није било нових националних рекорда, а оборен је један лични рекорд. 
| Плас. | Земља    | 1. место | 2. место | 3. место | 4. место | 5. место | 6. место | 7. место | 8. место | Бр. финал. | Бод. |
| ----- | -------- | -------- | -------- | -------- | -------- | -------- | -------- | -------- | -------- | ---------- | ---- |
| 28    | Хрватска | 0        | 0        | 0        | 0        | 1        | 0        | 0        | 0        | 1          | 4    |

## Учесници
| Бр. | Дисциплина   | Мушкарци          | Жене          | Укупно |
| --- | ------------ | ----------------- | ------------- | ------ |
| 1   | 60 м препоне | Јурица Грабушић   |               | 1      |
| 2   | Скок увис    |                   | Бланка Влашић | 1      |
| 3   | Бацање кугле | Неџад Мулабеговић |               | 1      |
|     | Укупно (3)   | 2                 | 1             | 3      |

## Резултати

### Мушкарци
| Атлетичар         | Дисциплина   | Лични рекорд | Квалификације | Квалификације | Полуфинале | Полуфинале | Финале               | Финале     | Детаљи |
| Атлетичар         | Дисциплина   | Лични рекорд | Резултат      | Место         | Резултат   | Место      | Резултат             | Место      | Детаљи |
| ----------------- | ------------ | ------------ | ------------- | ------------- | ---------- | ---------- | -------------------- | ---------- | ------ |
| Јурица Грабушић   | 60 м препоне | 7,76 НР      | 7,81          | 4. у гр. 3 кв | 7,88       | 7. у пф. 2 | Није се квалификовао | 14/25 (27) |        |
| Неџад Мулабеговић | Бацање кугле | 19,94 НР     | 18.96         | 15.           |            |            | Није се квалификовао | 15 / 23    |        |

### Жене
| Атлетичарka   | Дисциплина | Лични рекорд | Квалификације | Квалификације | Финале   | Финале  | Детаљи |
| Атлетичарka   | Дисциплина | Лични рекорд | Резултат      | Место         | Резултат | Место   | Детаљи |
| ------------- | ---------- | ------------ | ------------- | ------------- | -------- | ------- | ------ |
| Бланка Влашић | Скок увис  | 2,08 НР      | 1,89          | 1.            | 1,92     | 5. / 15 |        |